# Edgar Villamarín
Edgar Harry Villamarín Arguedas (Lima, 1º aprile 1982) è un calciatore peruviano, difensore del Melgar.